# Tofta strand (zuid)
Tofta strand (södra delen) is een plaats in de gemeente, landschap en eiland Gotland en de provincie Gotlands län in Zweden. De plaats heeft 132 inwoners (2005) en een oppervlakte van 69 hectare.